# جورجيا ريفولوشن
جورجيا ريفولوشن (بالإنجليزية: Georgia Revolution FC)‏ هو نادي كرة قدم أمريكي تأسّس عام 2010 يلعب في الدوري الأمريكي الممتاز. 

## روابط خارجية
- الموقع الرسمي

لم يتم العثور على روابط لمواقع التواصل الاجتماعي.